# Consoană
O consoană este un sunet elementar din limbile vorbite, pronunțat printr-o blocare sau o restrângere semnificativă a căii vocale, suficient pentru a produce o turbulență audibilă. Definiția simplistă (inexactă) conform căreia consoanele nu pot fi emise decât împreună cu vocale (de unde și numele, de origine latină), nu mai este folosită în lingvistica modernă.
În unele limbi există consoane numite consoane sonante, care se pot comporta ca vocale, constituind elementul principal al silabei. De exemplu, în engleză cuvântul "table" (masă) se pronunță /'teɪbl/, cu sunetul [l] având rol de vocală. (Pentru transcrierile fonetice vezi Alfabetul Fonetic Internațional)

## Moduri de articulare
- Consoanele oclusive (sau explozive) se articulează printr-o ocluzie a canalului fonator. Exemple: [p], [t], [k].

- Consoanele africate (sau semioclusive) sunt intermediare între cele oclusive și cele fricative, în sensul că încep cu o ocluziune și se termină cu o fricțiune. Simbolurile grafice pentru aceste consoane reflectă caracterul intermediar prin contopirea a două simboluri elementare, de exemplu [t͡s] începe cu un sunet similar cu [t] și se termină ca un [s].

- Consoanele fricative sunt acelea la a căror pronunțare canalul fonator se strâmtează, dar nu se blochează complet, astfel încât, aerul se scurge pe toată durata emisiunii. Exemple: [s], [f], [h].

- Consoanele nazale sunt acelea în care fluxul de aer este expirat (exclusiv sau parțial) pe nas. Exemple: [m], [n].

- Consoanele lichide cuprind consoanele laterale și cele vibrante. Consoanele laterale (în limba română numai [l]) se articulează prin atingerea vârfului limbii de alveolele incisivilor superiori, în timp ce fluxul de aer iese prin cele două deschizături lăsate de marginile limbii. Consoanele vibrante se realizează printr-o succesiune rapidă de închideri și deschideri ale canalului fonator, determinată de vibrarea părții superioare a vârfului limbii (cum este cazul consoanei românești [r]) sau a altor părți de pe calea vocală.

- Consoanele sonante se articulează cu o ușoară constricție în canalul fonator, mai mică decât în cazul fricativelor. Aici intră o serie de consoane și toate semivocalele. Exemple în limba română: [l] și [j].

- Consoanele clicuri se articulează prin relaxarea bruscă a ocluziunii anterioare, astfel încât aerul exterior pătrunde în vidul produs între cele două ocluziuni.

## Locuri de articulare
- Consoanele bilabiale sunt cele la articularea cărora participă amândouă buzele. Exemple: [p], [m].

- Consoanele labiodentale se articulează prin atingerea buzei inferioare de dinții incisivi superiori, ca de exemplu [f].

- Consoanele dentale se articulează prin apropierea vârfului limbii de dinții incisivi. Exemplu: [θ]. Unele definiții numesc dentale și consoanele alveolare.

- Consoanele alveolare sunt articulate cu limba la nivelul alveolelor dinților de sus. Exemple: [t], [n], [l].

- Consoanele postalveolare (sau prepalatale) se articulează în partea anterioară a palatului. Exemple: [t͡ʃ] din circ, [ʃ] din șofer.

- Consoanele palatale se articulează prin atingerea sau apropierea dosului limbii de cerul gurii. Exemple: [c] (din chitară), [ç] (din hienă).

- Consoanele velare se articulează în partea posterioară a cavității bucale, prin atingerea sau prin apropierea rădăcinii limbii de vălul palatului. Exemplu [k].

- Consoanele glotale se articulează prin îngustarea canalului fonator la nivelul glotei. În limba română singura consoană glotală este [h] din haină.

## Surde și sonore
Numeroase consoane formează perechi în care singura diferență dintre cele două consoane este că în articularea uneia, corzile vocale oscilează, iar în cazul celeilalte, nu. O astfel de pereche este cea formată din [z] și [s]. Aceste consoane sunt amândouă fricative, amândouă alveolare, dar în cazul lui [z] corzile vocale vibrează, în timp ce [s] este mai degrabă șoptită, cu corzile vocale în repaus. Această calitate se numește sonoritate. Consoanele la care coardele vocale intră în vibrație se numesc consoane sonore, iar celelalte se numesc surde.

## Consoanele din AFI
Tabelul de mai jos cuprinde consoanele fundamentale din Alfabetul Fonetic Internațional. O serie de alte consoane apar mai rar în anumite limbi, dar ele nu au simboluri AFI dedicate.
| Consoane Vezi și AFI, vocale. | Consoane Vezi și AFI, vocale.  | Consoane Vezi și AFI, vocale.  | Consoane Vezi și AFI, vocale.  | Consoane Vezi și AFI, vocale.  | Consoane Vezi și AFI, vocale. | Consoane Vezi și AFI, vocale. | Consoane Vezi și AFI, vocale. | Consoane Vezi și AFI, vocale. | Consoane Vezi și AFI, vocale. | Consoane Vezi și AFI, vocale. | Consoane Vezi și AFI, vocale. | Consoane Vezi și AFI, vocale. | Consoane Vezi și AFI, vocale. | Consoane Vezi și AFI, vocale. | Consoane Vezi și AFI, vocale. | Consoane Vezi și AFI, vocale. | Consoane Vezi și AFI, vocale. | Consoane Vezi și AFI, vocale. | Consoane Vezi și AFI, vocale. | Modificare               | Modificare               | Modificare               | Modificare               | Modificare               | Modificare               | Modificare               |
| Mod de articulare | Loc de articulare              | Loc de articulare              | Loc de articulare              | Loc de articulare              | Loc de articulare             | Loc de articulare             | Loc de articulare             | Loc de articulare             | Loc de articulare             | Loc de articulare             | Loc de articulare             | Loc de articulare             | Loc de articulare             | Loc de articulare             | Loc de articulare             | Loc de articulare             | Loc de articulare             | Loc de articulare             | Loc de articulare             | Loc de articulare        | Loc de articulare        | Loc de articulare        | Loc de articulare        | Loc de articulare        | Loc de articulare        | Loc de articulare        |
| Mod de articulare | Bi- labiale                    | Bi- labiale                    | Labio- dentale                 | Labio- dentale                 | Dentale                       | Dentale                       | Alveo- lare                   | Alveo- lare                   | Post- alveo- lare             | Post- alveo- lare             | Alveolo- palatale             | Alveolo- palatale             | Retro- flexe                  | Retro- flexe                  | Palatale                      | Palatale                      | Velare                        | Velare                        | Uvulare                       | Uvulare                  | Farin- gale              | Farin- gale              | Epi- glotale             | Epi- glotale             | Glotale                  | Glotale                  |
| Flux pulmonar |                                |                                |                                |                                |                               |                               |                               |                               |                               |                               |                               |                               |                               |                               |                               |                               |                               |                               |                               |                          |                          |                          |                          |                          |                          |                          |
| Oclusive | p                              | b                              |                                |                                | t̪                             | d̪                             | t                             | d                             |                               |                               |                               |                               | ʈ                             | ɖ                             | c                             | ɟ                             | k                             | ɡ                             | q                             | ɢ                        |                          |                          | ʡ                        | -                        | ʔ                        | -                        |
| Africate | p͡ɸ                             | b͡β                             |                                |                                | t̪͡θ                            | d̪͡ð                            | t͡s                            | d͡z                            | t͡ʃ                            | d͡ʒ                            | t͡ɕ                            | d͡ʑ                            | ʈ͡ʂ                            | ɖ͡ʐ                            | c͡ç                            | ɟ͡ʝ                            | k͡x                            | ɡ͡ɣ                            | q͡χ                            | ɢ͡ʁ                       |                          |                          | ʡ͡ʜ                       | -                        | ʔ͡h                       | -                        |
| Fricative | ɸ                              | β                              | f                              | v                              | θ                             | ð                             | s                             | z                             | ʃ                             | ʒ                             | ɕ                             | ʑ                             | ʂ                             | ʐ                             | ç                             | ʝ                             | x                             | ɣ                             | χ                             | ʁ                        | ħ                        | ʕ                        | ʜ                        | ʢ                        | h                        | ɦ                        |
| Sonante |                                |                                |                                | ʋ                              |                               |                               |                               | ɹ                             |                               |                               |                               |                               |                               | ɻ                             |                               | j                             |                               | ɰ                             |                               |                          |                          |                          |                          |                          | -                        | -                        |
| Vibrante |                                | ʙ                              |                                |                                |                               | r̪                             |                               | r                             |                               |                               |                               |                               |                               |                               |                               |                               | -                             | -                             |                               | ʀ                        |                          |                          |                          |                          | -                        | -                        |
| Bătute |                                |                                |                                | ⱱ                              |                               |                               |                               | ɾ                             |                               |                               |                               |                               |                               | ɽ                             |                               |                               | -                             | -                             |                               |                          |                          |                          |                          |                          | -                        | -                        |
| Africate laterale | -                              | -                              | -                              | -                              |                               |                               | t͡ɬ                            | d͡ɮ                            |                               |                               |                               |                               |                               |                               |                               |                               |                               |                               |                               |                          | -                        | -                        | -                        | -                        | -                        | -                        |
| Fricative laterale | -                              | -                              | -                              | -                              |                               |                               | ɬ                             | ɮ                             |                               |                               |                               |                               |                               |                               |                               |                               |                               |                               |                               |                          | -                        | -                        | -                        | -                        | -                        | -                        |
| Sonante laterale | -                              | -                              | -                              | -                              |                               | l̪                             |                               | l                             |                               |                               |                               |                               |                               | ɭ                             |                               | ʎ                             |                               | ʟ                             |                               |                          | -                        | -                        | -                        | -                        | -                        | -                        |
| Bătute laterale | -                              | -                              | -                              | -                              |                               |                               |                               | ɺ                             |                               |                               |                               |                               |                               |                               |                               |                               |                               |                               |                               |                          | -                        | -                        | -                        | -                        | -                        | -                        |
| Nazale |                                | m                              |                                | ɱ                              |                               | n̪                             |                               | n                             |                               |                               |                               |                               |                               | ɳ                             |                               | ɲ                             |                               | ŋ                             |                               | ɴ                        | -                        | -                        | -                        | -                        | -                        | -                        |
| Flux glotal (explozive și implozive) |                                |                                |                                |                                |                               |                               |                               |                               |                               |                               |                               |                               |                               |                               |                               |                               |                               |                               |                               |                          |                          |                          |                          |                          |                          |                          |
| Oclusive explozive | pʼ                             |                                |                                |                                |                               |                               | tʼ                            |                               |                               |                               |                               |                               | ʈʼ                            |                               | cʼ                            |                               | kʼ                            |                               | qʼ                            |                          |                          |                          |                          |                          | -                        | -                        |
| Fricative explozive | ɸʼ                             |                                | fʼ                             |                                |                               |                               | sʼ                            |                               | ʃʼ                            |                               | ɕʼ                            |                               | ʂʼ                            |                               | çʼ                            |                               | xʼ                            |                               | χʼ                            |                          |                          |                          |                          |                          | -                        | -                        |
| Implozive |                                | ɓ                              |                                |                                |                               |                               |                               | ɗ                             |                               |                               |                               |                               |                               |                               |                               | ʄ                             |                               | ɠ                             |                               | ʛ                        |                          |                          |                          |                          | -                        | -                        |
| Flux velar (clicuri) |                                |                                |                                |                                |                               |                               |                               |                               |                               |                               |                               |                               |                               |                               |                               |                               |                               |                               |                               |                          |                          |                          |                          |                          |                          |                          |
| Clicuri centrale | ʘ                              |                                |                                |                                | ǀ                             |                               |                               |                               |                               |                               | ǃ                             |                               |                               |                               | ǂ                             |                               | -                             | -                             | -                             | -                        | -                        | -                        | -                        | -                        | -                        | -                        |
| Clicuri laterale | -                              | -                              | -                              | -                              | -                             |                               | ǁ                             |                               |                               |                               |                               |                               |                               |                               |                               |                               | -                             | -                             | -                             | -                        | -                        | -                        | -                        | -                        | -                        | -                        |
| Articulații multiple |                                |                                |                                |                                |                               |                               |                               |                               |                               |                               |                               |                               |                               |                               |                               |                               |                               |                               |                               |                          |                          |                          |                          |                          |                          |                          |
| Fricativă postalveolovelară: ɧ | Fricativă postalveolovelară: ɧ | Fricativă postalveolovelară: ɧ | Fricativă postalveolovelară: ɧ | Fricativă postalveolovelară: ɧ | Sonantă labiovelară: w        | Sonantă labiovelară: w        | Sonantă labiovelară: w        | Sonantă labiovelară: w        | Sonantă labiovelară: w        | Sonantă labiovelară: w        | Sonantă labiovelară: w        | Fricativă labiovelară: ʍ      | Fricativă labiovelară: ʍ      | Fricativă labiovelară: ʍ      | Fricativă labiovelară: ʍ      | Fricativă labiovelară: ʍ      | Fricativă labiovelară: ʍ      | Fricativă labiovelară: ʍ      | Sonantă labiopalatală: ɥ      | Sonantă labiopalatală: ɥ | Sonantă labiopalatală: ɥ | Sonantă labiopalatală: ɥ | Sonantă labiopalatală: ɥ | Sonantă labiopalatală: ɥ | Sonantă labiopalatală: ɥ | Sonantă labiopalatală: ɥ |
| Legendă: |                                |                                |                                |                                |                               |                               |                               |                               |                               |                               |                               |                               |                               |                               |                               |                               |                               |                               |                               |                          |                          |                          |                          |                          |                          |                          |
| ■ Celulele gri corespund unor articulări considerate imposibile. ■ Celulele galbene corespund consoanelor din limba română. ■ Celulele crem indică alofone ale unor consoane din limba română. În perechile de consoane, cea din stânga este surdă, iar cea din dreapta este sonoră. |                                |                                |                                |                                |                               |                               |                               |                               |                               |                               |                               |                               |                               |                               |                               |                               |                               |                               |                               |                          |                          |                          |                          |                          |                          |                          |

## Consoanele limbii române
Tabelul din secțiunea precedentă scoate în evidență locul consoanelor limbii române între cele ale altor limbi. O parte dintre consoane nu au decât varianta sonoră, ca de exemplu [m] și [r], deși în anumite situați se poate întâmpla ca aceste consoane să se desonorizeze. Alte consoane, precum [h] au dimpotrivă numai varianta surdă. Din nou, există situații când aceste consoane se sonorizează.
Uneori, pentru același fonem există două sau mai multe alofone (moduri de pronunțare fizic diferite, dar cu funcții identice). De exemplu, fonemul /n/ se pronunță diferit în cuvintele ban și banc, corespunzând transcrierilor fonetice [ban] și [baŋk]. Diferența este că în ban /n/ este o consoană alveolară, produsă prin blocarea și eliberarea fluxului de aer de către vârful limbii pe alveolele dinților de sus. În cuvântul banc, sub influența consoanei velare [k] fonemul /n/ se articulează într- o cu totul altă poziție, și anume în partea posterioară a cavității bucale, prin atingerea rădăcinii limbii de vălul palatului (spunem că se velarizează). Această diferență se marchează prin folosirea de simboluri fonetice separate. În mod similar fonemele /k/ și /h/ se pronunță diferit în funcție de sunetele învecinate.
Lista de mai jos dă exemple pentru fiecare sunet din tabelul de mai înainte.
- Consoane oclusive:
  - [p] oclusivă bilabială surdă: pace, aparte, cap
  - [b] oclusivă bilabială sonoră: bun, abac, cub

- - [t] oclusivă alveolară surdă: tare, ating, sat
  - [d] oclusivă alveolară sonoră: dor, odihni, rod

- - [c] oclusivă palatală surdă: chel, achit, ochi (în grupurile scrise "che," "chi," "ke," "ki")
  - [ɟ] oclusivă palatală sonoră: ghid, leghe, priveghi (în grupurile scrise "ghe," "ghi")

- - [k] oclusivă velară surdă: cal, acolo, rac
  - [ɡ] oclusivă velară sonoră: gol, ogar, rog

- Consoane africate:
  - [t͡ʃ] africată postalveolară surdă: cer, ace, taci (în grupurile scrise "ce," "ci")
  - [d͡ʒ] africată postalveolară sonoră: ger, magic, rogi (în grupurile scrise "ge," "gi")

- Consoane fricative:
  - [f] fricativă labiodentală surdă: foc, afară, puf
  - [v] fricativă labiodentală sonoră: var, covor, mov

- - [s] fricativă alveolară surdă: sare, masă, cos, țap, oțet, maț
  - [z] fricativă alveolară sonoră: zar, vază, roz

- - [ʃ] fricativă postalveolară surdă: șarpe, așa, coș
  - [ʒ] fricativă postalveolară sonoră: jar, ajutor, vrej

- - [ç] fricativă palatală surdă: hienă, mohican, vlahi (când /h/ este influențat de /i/)
  - (varianta sonoră nu există în româna standard)

- - [x] fricativă velară surdă: aho, câh (când /h/ este influențat de orice vocală în afară de /i/ și /a/)
  - (varianta sonoră nu există în româna standard)

- - [h] fricativă glotală surdă: ham, rahat (când /h/ este influențat de /a/)
  - (varianta sonoră nu există în româna standard)

- Consoane nazale:
  - [m] nazală bilabială sonoră: măr, amic, cum
  - (varianta surdă nu există)

- - [n] nazală alveolară sonoră: nor, sună, an
  - (varianta surdă nu există)

- - [ŋ] nazală velară sonoră: prunc, gong (înainte de /k/, /ɡ/)
  - (varianta surdă nu există)

- - [ɱ] nazală labiodentală sonoră: umflat, infim (m sau n înainte de /f/ sau /v/)
  - (varianta surdă nu există)

- Consoane lichide:
  - [l] lichidă laterală alveolară sonoră: lung, ales, mal
  - [r] lichidă vibrantă alveolară sonoră: rai, arid, far

- Consoane sonante (semivocale):
  - [w] sonantă labiovelară: cafeaua, rouă, sau (articularea se realizează concomitent prin rotunjirea buzelor și apropierea limbii de vălul palatului.)
  - [j] sonantă palatală: iarnă, voios, cui